# Trzęsienie ziemi w Papui-Nowej Gwinei (1998)
Trzęsienie ziemi u wybrzeży Papui-Nowej Gwinei (1998) – trzęsienie ziemi, jakie wydarzyło się 17 lipca 1998 roku u północnych wybrzeży Papui-Nowej Gwinei. Skutkiem wstrząsu było powstanie serii fal tsunami, które po dotarciu do wybrzeży wyspy zabiły ponad dwa i pół tysiąca osób (pół tysiąca ofiar nigdy nie odnaleziono).

## Zdarzenie
Wstrząs o magnitudzie 7,0 wystąpił o godzinie 18:49 czasu lokalnego. Jego epicentrum znajdowało się u północnych wybrzeży wyspy, w odległości 25 kilometrów na północ od miejscowości Aitape.
Wstrząs okazał się na tyle silny, by spowodować panikę w miejscowościach: Aitape, Malol i Warapu. Skutkiem wydarzenia: w Aitape i Warapu, w gruncie otworzyły się szczeliny; w regionie laguny Sissano zawaliły się niektóre słabiej zbudowane siedziby mieszkalne, a na terenie pobliskiej misji znacznym uszkodzeniom uległ 62-letni kościół. W Malol wybuchła panika po tym, jak wśród ludności rozniosła się plotka mówiąca o zawaleniu dużych zbiorników wodnych na terenie tamtejszej misji.

## Laguna Sissano
Choć wstrząs został odczuty na wybrzeżach wyspy jako dość silny, uderzenie tsunami było wielkim zaskoczeniem dla społeczności rybackich zamieszkujących mocno zalesioną lagunę.
Przed wydarzeniami z 1998 roku, okolicę tę zamieszkiwało około dwunastu tysięcy ludzi. Wszyscy w pewnym stopniu ucierpieli w trakcie ataku żywiołu. Lagunę z obu stron otaczały wody – od północy: oceanu, od południa: bagien. W momencie ataku fal, zamieszkujące ten wąski pas lądu społeczności znalazły się w pułapce.

## Tsunami

### Powstanie tsunami
Trzęsienie ziemi spowodowało powstanie podwodnego osuwiska. Na wybrzeżach Papui – w pasie od laguny po miejscowość Malol – w tym samym czasie usłyszano serię głośnych, stłumionych eksplozji: najpierw odgłos przypominający uderzenie pioruna, a pięć minut później ryk przywołujący na myśl odgłos nisko lecącego odrzutowca. Na podstawie relacji świadków ustalono, że odgłos ten „przemieszczał się” początkowo z zachodu na wschód, by następnie „zawrócić” i był słyszalny od laguny aż po okolice szkoły podstawowej w Aitape.
Najprawdopodobniej w tym samym czasie podwodne osuwisko poruszyło olbrzymimi masami wody, formując serię trzech fal tsunami, z których najwyższa liczyła – po dotarciu do brzegu – dziesięć metrów wysokości.

### Symptomy
Choć w chwili wstrząsu minęło dwanaście minut od zachodu słońca, w okolicy wciąż było jasno, a wielu tubylców kontynuowało tradycyjne zajęcia, takie jak naprawa sieci rybackich czy czyszczenie łodzi. Z tego powodu badacze analizujący całe wydarzenie od początku posiadali w miarę szczegółowy opis tragedii na lagunie.
W kilka minut po ustaniu wibracji, uwagę rybaków z wiosek położonych na lagunie zwróciło niecodzienne zachowanie oceanu – jakby „bulgotanie” (z wody wyłaniały się duże bąble powietrza), a następnie nagłe cofnięcie się wód na odległość co najmniej pięćdziesięciu metrów. Chwilę później zgromadzeni ujrzeli ciemną, wąską linię odznaczającą się na horyzoncie i w szybkim tempie zbliżającą do wybrzeża. W odległości około trzystu, dwustu metrów od laguny fala zaczęła rosnąć, a następnie łamać się. Wielu świadków opisywało później czerwoną poświatę na grzbiecie fali.

### Przebieg tragedii
Pierwsza z fal dotarła na wybrzeża Papui w około dziesięć minut po wstrząsie. Badacze oszacowali jej wysokość na około cztery metry. Większość znajdujących się na lagunie osób została natychmiast pochwycona przez wodę. Niektórzy zdołali wdrapać się na wyższe partie wysokich drzew o elastycznych pniach, będących w stanie stawić opór napierającym masom wody.
Druga – najwyższa z fal (wysokość 10–15 metrów) – poczyniła najwięcej zniszczeń wdzierając się na odległość pół kilometra w głąb wybrzeża. Zniszczenia po ataku fal rozciągały się na czternastokilometrowym odcinku wybrzeża z centrum właśnie na lagunie.
Ostatnia, trzecia fala cofnęła się około godziny 19:20–19:25. Nieco później ocalałe osoby zaczęły szukać pośród rumowiska członków swoich rodzin. Po zmierzchu orientacja w całkowicie zniszczonym terenie stała się kompletnie niemożliwa. Wiele osób uciekło w szoku daleko w głąb lądu.

### Sytuacja ofiar
Większość z porwanych ludzi została całkowicie obdarta ze swoich ubrań odnosząc przy tym rozległe obrażenia obejmujące zdarcia naskórka i skóry na skutek tarcia piasku i żwiru niesionego falą. Wiele osób straciło kończyny lub zginęło w wyniku rozcięcia ciała o ostre, drewniane lub metalowe elementy zabudowań.
Najwięcej szczęścia miały osoby wyniesione pierwszą falą na bagna za wąskim pasmem lądu – poza strefę bezpośredniego ataku dwóch kolejnych fal. Część osób zdołała wdrapać się na dryfujące szczątki budynków (w podobnym miejscu, na oderwanym dachu jednego z domostw odnaleziono żywe niemowlę).
Część z osób zginęła lub zaginęła w momencie gwałtownego cofnięcia się wód do oceanu.

## Pokłosie
Pierwsza pomoc z zewnątrz dotarła na lagunę Sissano szesnaście godzin po zdarzeniu. Musiała minąć jeszcze jedna doba, by akcja ratunkowa nabrała rozpędu.
Tsunami zabiły na wybrzeżach Papui-Nowej Gwinei prawdopodobnie ponad 2,6 tysiąca ludzi; pół tysiąca osób nigdy nie odnaleziono.
Jest to największa katastrofa naturalna w historii Papui-Nowej Gwinei. Tragedię tą porównać można jedynie z wybuchem wulkanu Lamington, który w 1951 roku zabił trzy tysiące osób.